# 森田ゆり
森田 ゆり（もりた ゆり）は、日本の著作家、エリクソン派催眠セラピスト、研究者、非暴力実践家。エンパワメント・センター主宰 早稲田大学卒業、Graduate Theological Union大学院修了
1981年より米国で、子ども・女性への暴力防止専門職の養成に携わる。その後カリフォルニア大学主任研究員として大学教職員へのダイバーシティ研修を開発・指導。日本にCAP（子どもへの暴力防止）プログラムを紹介。1997年にエンパワメント・センターを設立し日本全国で研修・講演活動をしている。「MY TREEペアレンツ・プログラム」（虐待した親の回復）、「MY TREE ジュニアくすのきプログラム」（性加害をした子どもとティーズの回復）、「MY TREE ジュニアさくらプログラム」（性被害・DV被害の子どもとティーンズの回復）を開発し、実践者を養成している。1988年に朝日ジャーナル・ノンフィクション大賞を受賞、1998年産経児童出版文化賞、2005年保健文化賞受賞。立命館大学客員教授を務めた。
アロハ・キッズ・ヨガ™（ＡLOHA KIDS YOGA™）創設者 The American Yoga Alliance の2016年度 Youth Development Award を授賞 

## 著書
- 『やまなしとり』もりたゆり ポプラ社(おはなし文庫)　1977
- 『沈黙をやぶって： 子ども時代に性暴力を受けた女性たちの証言+心を癒す教本』（編著）築地書館 1992
- 『子どもに会う： 体験的子ども論』アドバンテージサーバー(ブックレット「生きる」)　1994
- 『子どもの虐待： その権利が侵されるとき』1995　岩波ブックレット
- 『あなたが守るあなたの心・あなたのからだ』平野恵理子絵　童話館出版 1997
- 『エンパワメントと人権： こころの力のみなもとへ』部落解放・人権研究所 1998
- 『子どもと暴力 子どもたちと語るために』岩波書店 1999　のち岩波現代文庫
- 『ドメスティック・バイオレンス： 愛が暴力に変わるとき』小学館 2001 のち文庫
- 『癒しのエンパワメント： 性虐待からの回復ガイド』築地書館 2002
- 『しつけと体罰： 子どもの内なる力を育てる道すじ』童話館出版 2003
- 『気持ちの本』童話館出版 2003
- 『新・子どもの虐待 生きる力が侵されるとき』2004 (岩波ブックレット)
- 『非暴力タンポポ作戦： ひきわけようあきらめないつながろう』部落解放・人権研究所 2004
- 『子どもが出会う犯罪と暴力： 防犯対策の幻想』日本放送出版協会(生活人新書)2006
- 『子どもへの性的虐待』2008 岩波新書
- 『ダイバーシティ・トレーニング・ブック： 多様性研修のてびき』部落解放・人権研究所 2009
- 「ALOHA KIDS YOGA™　アロハキッズヨーガ」（エンパワメント・センター出版）2017
- 『虐待・親にもケアを：生きるちからをとりもどすMY TREE プログラム』築地書館　2018
- 『体罰と戦争：人類のふたつの不名誉な伝統』かもがわ出版　2019
- 『多様性ファシリテーションガイド：参加型学習の理論と実践』2020　解放出版社
- 『トラウマと共に生きる：性暴力サバイバーと夫たち+回復の最前線』2021　築地出版
- 『多様性とエンパワメント：競争から共生へ・つながるいのち』2024　解放出版社

### 共著編著
- 『聖なる魂 ：現代アメリカ・インディアン指導者デニス・バンクスは語る』朝日新聞社 1989 のち文庫
- 『女性に対する暴力： フェミニズムからの告発』福原啓子、渡辺和子共著 ウイメンズブックストア松香堂書店(ウイメンズブックス・ブックレット) 1998
- 「多様さのマネジメント」森田ゆり、安藤史江、前川孝雄共著　産業能率大学　2017

### 翻訳
- エレン・バス、ルイーズ・ソーントン編『誰にも言えなかった ：子ども時代に性暴力を受けた女性たちの体験記』築地書館 1991
- サリー・J.クーパー『「ノー」をいえる子どもに： CAP/子どもが暴力から自分を守るための教育プログラム』監訳 砂川真澄訳 童話館出版 2005
- ハワード・ゼア『責任と癒し： 修復的正義の実践ガイド』築地書館 2008
- デイビッド・フィンケルホー編著『子ども被害者学のすすめ』監訳　金田ユリ子、定政由里子、森年恵共訳 岩波書店 2010